# “可”线上演唱会
“可”线上演唱会是创作歌手薛之谦的第二场线上演唱会，于2023年2月3日晚上8点通过抖音直播，由君乐宝乳业集团赞助。演唱会时长146分钟。总在线人次达到了3627.1万、观看人数峰值达93.9万、平均在线58万人、播放破1.6亿。

## 背景
“可”有多重含义，导演赵伯翀道：它代表‘可以’，是一种鼓励、一种认可，希望我们能接受每一种自己；它代表‘可是’，是一种思考，记录我们思忖过后的选择和成长；它代表‘可能’，新的一年，更多突破，更多可能。
薛之谦总共演唱了12首歌曲，与他发行的专辑数量相同。

## 演出设计
演唱会以猜专属于薛之谦的灯谜划分篇章并串联互动环节，因为刚好恰逢元宵节，增添节日氛围，也能和观众有更多互动。访谈区以薛之谦的十二张专辑封面做为背景，薛之谦在此与主持人和两位音乐好伙伴谈谈十八年来在音乐上的心路历程以及音乐背后的故事。演唱会中也能看到薛之谦跟和声老师、演唱嘉宾的互动。结束后还有一个彩蛋。

## 工作人员
- 导演制作团队：V STUDIO TEAM
- 总导演：赵伯翀
- 执行总导演：张雪霏
- 视觉导演：吕力、许恪鸣
- 舞美总监：王春森
- 舞美设计：廖定敏
- 视觉设计：V STUDIO TEAM VIDEO ART
- Monitor调音师：张小年
- OB调音师：张军军
- 灯光设计：高尚进、XSGY show团队
- 导播：王少博

## 曲目列表
1. 《怪咖》
2. 《天外来物》
3. 《我好像在哪见过你》
4. 《演员》
5. 《像风一样》
6. 《反派角色》
7. 《认真的雪》
8. 《绅士》
9. 《你还要我怎样》
10. 《其实》
11. 《可》
12. 《无数》

## 特邀嘉宾
- 李好，主持人
- 郭冠廷，演唱《反派角色》
- 张靓颖，与薛之谦合唱《可》